# تشيسا يوكوياما
تشيسا يوكوياما (横山智佐 يوكوياما تشيسا) هي ممثلة يابانية ولدت في 20 ديسمبر 1969 في سوميدا، طوكيو.

## أدوارها في الأنمي

### مسلسلات أنمي تلفزيونية
- حرب ساكورا - ساكورا شينغوجي
- يو يو هاكوشو - موروغو
- التقرير المتنقل الجديد جاندام وينج - لوكريتزيا نوين
- يوغي يو - نوا كايبا
- إسأل دكتورة رين! - إيميكا كانزاكي
- القناص - بيسكيت
- شريطة هيمي تشان - يوميكو نونوهارا

### أوفا أنمي
- بلاك ماجك - فيريس
- التقرير المتنقل الجديد جاندام وينج: إندليس والتز - لوكريتزيا نوين
- أسطورة سيدة المجرة يونا - يونا كاغورازاكا

### أفلام أنمي
- يو يو هاكوشو - هيناغيشي
- 2112 مولد دورايمون - دورايمون الاصفر
- حروب ساكورا: الفيلم - ساكورا شينغوجي

## أدوارها في ألعاب الفيديو
- سلسلة ألعاب حرب ساكورا - ساكورا شينغوجي

## وصلات خارجية
- تشيسا يوكوياما على موقع IMDb (الإنجليزية)
- تشيسا يوكوياما على موقع ميوزك برينز (الإنجليزية)
- تشيسا يوكوياما على موقع قاعدة بيانات الفيلم (الإنجليزية)
- تشيسا يوكوياما على موقع ANN person (الإنجليزية)